# Etisk naturalism
Etisk naturalism (även kallad moralisk naturalism eller naturalistisk kognitivistisk definism) är en metaetisk teori som hävdar att moraliska yttranden är faktuella påståenden och att värden kan reduceras till, eller identifieras med, naturliga egenskaper. Etisk naturalism kan även beteckna endera av dessa ståndpunkter. 

## Översikt
De versioner av etisk naturalism som har fått det mest bestående filosofiska intresset, till exempel Cornellrealismen, skiljer sig från ståndpunkten att "sådana saker är alltid som de borde vara", som få etiska naturalister har. Den etiska naturalismen avvisar emellertid distinktionen mellan fakta och värde. Den antyder att undersökning av den naturliga världen kan öka vår moraliska kunskap på samma sätt som den ökar vår vetenskapliga kunskap. Förespråkare av etisk naturalism har hävdat att mänskligheten behöver investera i vetenskapen om moral, ett brett och löst definierat fält som använder bevis från biologi, primatologi, antropologi, psykologi, neurovetenskap och andra områden för att klassificera och beskriva moraliskt beteende.
Etisk naturalism omfattar varje minskning av etiska egenskaper, såsom "godhet", till icke-etiska egenskaper. Det finns olika exempel på sådana förminskningar, och därmed olika varianter av etisk naturalism. Hedonism anses till exempel vara uppfattningen att godhet till sist bara är njutning.

## Etiska teorier som kan vara naturalistiska
- Altruism
- Konsekventialism
- Konsekventialistisk libertarianism
- Cornellrealism
- Etisk egoism/ Objektivism
- Evolutionär etik
- Hedonism
- Humanistisk etik
- Naturrättslibertarianism
- Utilitarism
- Dygdetik

## Kritik
Etisk naturalism har tydligast kritiserats av den etiska icke-naturforskaren G. E. Moore, som formulerade argumentet med öppna frågor. Garner och Rosen säger att en vanlig definition av "naturlig egenskap" är något "som kan upptäckas genom sinnesobservation eller erfarenhet, experiment eller genom någon av vetenskapens tillgängliga medel." De säger också att en bra definition av "naturlig egenskap" är problematisk men att "det är bara i kritik av naturalismen, eller i ett försök att skilja mellan naturalistiska och icke-naturalistiska teorier, som ett sådant begrepp behövs." R.M. Hare kritiserade också etisk naturalism på grund av vad han ansåg vara dess felaktiga definition av termerna "bra" eller "rätt", och sa att värdetermer som är en del av vårt föreskrivande moraliska språk inte kan reduceras till beskrivande termer: "Värdetermer har en speciell funktion i språket, som att berömma, och de kan uppenbarligen inte definieras i termer av andra ord som själva inte fyller denna funktion."

### Moralisk nihilism
Moraliska nihilister hävdar att det inte finns några sådana enheter som objektiva värderingar eller objektiva moraliska fakta. Förespråkare av moralvetenskap som Ronald A. Lindsay har motargumenterat att deras sätt att förstå "moral" som en praktikalitet är så som vi borde ha förstått den från början. Han anser att alternativet verkar vara den utarbetade filosofiska reduktionen av ordet "moralisk" till en tom, värdelös term. Lindsay tillägger att det är viktigt att återta det specifika ordet "moral" på grund av konnotationerna det har med många individer.

## Moral som vetenskap
Författaren Sam Harris har hävdat att vi överskattar relevansen av många argument mot vetenskapen om moral, argument som han tror att forskare glatt och med rätta bortser från inom andra vetenskapsområden som fysik. Till exempel kan forskare acceptera att försöka argumentera mot filosofiska skeptiker, när Harris säger att de istället borde fråga – som de skulle göra inom alla andra områden – "varför skulle vi lyssna på en solipsist i första hand?" Detta, hävdar Harris, är en del av vad det innebär att utöva en moralvetenskap.

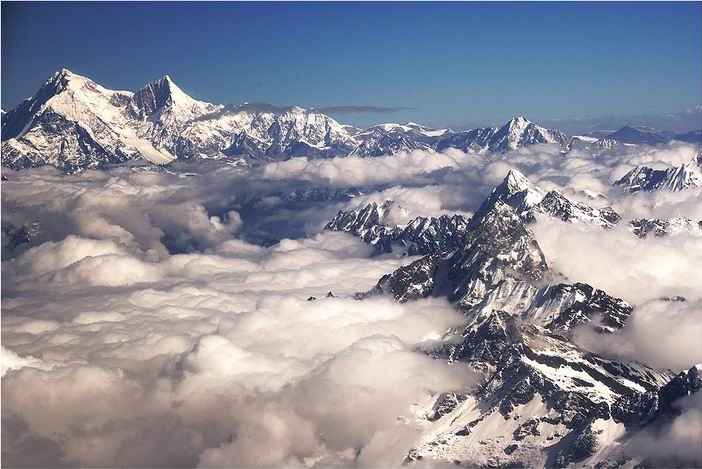
Sam Harris menar att det finns samhälleligt optimala "moraliska toppar" att upptäcka.

I modern tid har många tänkare som diskuterar distinktionen mellan fakta och värde och är-bör-problemet anslutit sig till idén att man inte kan härleda borde från är. Omvänt hävdar Harris att skillnaden mellan fakta och värde är en förvirring och föreslår att värderingar verkligen är en viss sorts fakta. Specifikt antyder Harris att värderingar uppgår till empiriska uttalanden om "medvetna varelsers blomstring i ett samhälle". Han menar att det finns objektiva svar på moraliska frågor, även om vissa är svåra eller omöjliga att ha i praktiken. På så sätt, säger han, kan vetenskapen tala om för oss vad vi ska värdera. Harris tillägger att vi inte kräver absolut säkerhet från förutsägelser i fysiken, så vi bör inte kräva det av en vetenskap som studerar moral.
Fysikern Sean Carroll tror att uppfattningen om moral som en vetenskap kan vara ett fall av vetenskaplig imperialism och insisterar på att det som är "bra för medvetna varelser" inte är en adekvat arbetsdefinition av "moralisk". I opposition hävdar vice ordförande vid Center for Inquiry, John Shook, att denna arbetsdefinition är mer än tillräcklig för vetenskapen för närvarande, och att oenighet inte bör immobilisera det vetenskapliga studiet av etik.